# 2015年貴族院(除名及び停止)法
2015年貴族院（除名及び停止）法（2015ねんきぞくいん（じょめいおよびていし）ほう、英語: House of Lords (Expulsion and Suspension) Act 2015）は、イギリスの法律。

## 内容
2015年貴族院（除名及び停止）法により、貴族院は決議をもって特定の貴族院議員を除名（expel）したり、指定した期間中に登院を停止させる（suspend）権限を貴族院規則によって規定できるとした（第1条）。ただし、この権限は法案が施行された後に行われたか露見した行為に対してしか行使できない（法の不遡及、第1条4項）。また、除名された議員が再び議員になることはできない（第3項）。
この法律が施行されて以降、2024年7月現在までに本法に基づき除名された議員はいない。2015年7月にスーウェル男爵ジョン・スーウェルが自宅でコカインを服用したと報じられると、本法に基づき除名される議員第1号となる可能性が報じられたが、貴族院における調査が始まる前にスーウェル男爵が貴族院議員を辞任したため、結局調査されることはなかった。2020年11月に貴族院行為委員会がアフメド男爵ナジル・アフメドの除名処分を勧告したが、アフメド男爵も除名される前に貴族院議員を辞任した。

## 経緯
この法律はヘイマン女男爵ヘレン・ヘイマンとサー・ジョージ・ヤングが提案者（sponsor）として提出した議員提出法案であり、2015年1月7日に貴族院で第三読会を通過、同年3月6日に政府の支持も得たヤングの指導のもと、庶民院第三読会を無修正で通過したのち、3月26日に女王の裁可を受けた。第4条2項により、裁可から3か月後にあたる2015年6月26日に施行された。
スーウェル男爵のスキャンダルを受けて、貴族院議長のデ・スーザ女男爵フランセス・デ・スーザは『デイリー・テレグラフ』紙への寄稿で2014年貴族院改革法と2015年貴族院（除名及び停止）法を貴族院改革の一環として言及した。